# Rickey Medlocke
Rickey Medlocke (Jacksonville, Florida, 17. veljače, 1950.) američki je glazbenik - gitarist. Trenutačno je član sastava Lynyrd Skynyrd.

## Životopis
Medlocke je prvu glazbenu poduku dobio od svog djeda Shortyja Medlockea, još u dobi od 3 godine, kad je naučio svirati minijaturni banjo. U 8. godini već je svirao gitaru i bubnjeve. Popis instrumenata na kojima svira time nije bio zaokružen, već je nastavio učiti svirati banjo, gitaru, bubnjeve, mandolinu, dobro i klavijature. Nakon završetka srednje škole osnovao je sastav Blackfoot u kojem je bio glavni pjevač i glavni gitarista.
Blackfoot je napustio da bi se pridružio Lynyrd Skynyrdu čiji je član bio od 1970. do 1971., i to kao bubnjar. U tom vremenu za njih je napisao i otpjevao par pjesama ("One More Time", "Preacher's Daughter", "Lend a Helpin' Hand", "Wino", "White Dove", "Comin' Home", "The Seasons", "Ain't Too Proud to Pray" i "You Run Around"). Nakon toga opet se pridružio Blackfootu čiji je bio član sve do raspuštanja, početkom 1990-ih. Na poziv Garyja Rossingona 1996. se vraća u Lynyrd Skynrd, ovaj put kao gitarist, tekstopisac i povremeno pjevač, i u toj ulozi je do današnjih dana.

## Diskografija

### Sa sastavom Blackfoot
- No Reservations (1975.)
- Flying High (1976.)
- Strikes (1979.)
- Tomcattin (1980.)
- Marauder (1981.)
- Highway Song Live (1982.)
- Siogo (1983.)
- Vertical Smiles (1984.)
- Rick Medlocke And Blackfoot (1987.)
- Medicine Man (1990.)
- After the Reign (1994.)
- Live On The King Biscuit Flower Hour (1999.)

### Sa sastavom Lynyrd Skynyrd
- Street Survivors (1977.)
- Skynyrd's First and... Last (1978.)
- Twenty (1997.)
- Edge of Forever (1999.)
- Vicious Cycle (2003.)
- Lynyrd Skynyrd Lyve: The Vicious Cycle Tour (2004.)
- Lyve from Steel Town (2007.)
- God & Guns (2009.)
- Last of a Dyin' Breed (2012.)

## Vanjske poveznice
- Osobna stranica  Arhivirana inačica izvorne stranice od 9. siječnja 2016. (Wayback Machine)